# Djurgårdsbrunnsbron
Djurgårdsbrunnsbron (en français : pont de Djurgårdsbrunn) est un pont routier à Stockholm en Suède. 

## Situation
Le pont de Djurgårdsbrunn est situé au sud de Djurgården. 
Le pont traverse le canal de Djurgårdsbrunn et constitue la ligne de démarcation entre le canal à l'est et Djurgårdsbrunnsviken à l'ouest.

## Étymologie
Le nom Djurgårdsbrunn fait référence à une source thermale découverte en 1690 mais abandonnée au milieu du XVIIIème siècle au profit d'une autre source thermale qui aurait autrefois servi de source d'offrande. 
Un établissement a connu son apogée dans les années 1820 et 1830, et un restaurant se trouve toujours à côté du pont désormais définitivement fermé.
Le pont Djurgårdsbrunnsbron et la rue Djurgårdsbrunnsvägen qui traverse le pont, ont reçu leur nom actuel en 1954.

## Histoire
Le premier pont de Djurgårdsbrunn a été construit en même temps que le canal de Djurgårdsbrunn et a été achevé en 1834. 
En raison de l'élévation du terrain et de l'envasement, la voie navigable d'origine prolongeant le canal de Djurgårdsbrunn à Saltsjön a dû être reconstruite entre 1832 et 1834, et un pont en bois a été ajouté pour le traverser. 
Afin de permettre le passage des petits navires, le canal a été élargi et approfondi entre 1883 et 1885, et le pont a été remplacé par l'actuel pont tournant en acier, inauguré en 1884.
C'est un pont tournant de 6,5 mètres de large. 
Il est constitué de deux poutres en treillis de 20,8 mètres de long formant les garde-corps entre lesquels passe la chaussée. 
Les poutres sont constituées de profilés en fer rivetés.
L'ensemble de la travée du pont pourrait pivoter autour d'un axe vertical sur la culée nord. 
Lorsqu'il était ouvert, il permettait un passage de 10 mètres de large pour les bateaux.
Depuis 1966, le pont n'est plus ouvrable.
Le pont de Djurgårdsbrunn est le seul pont tournant du XIXème siècle encore conservé à Stockholm.

## Galerie

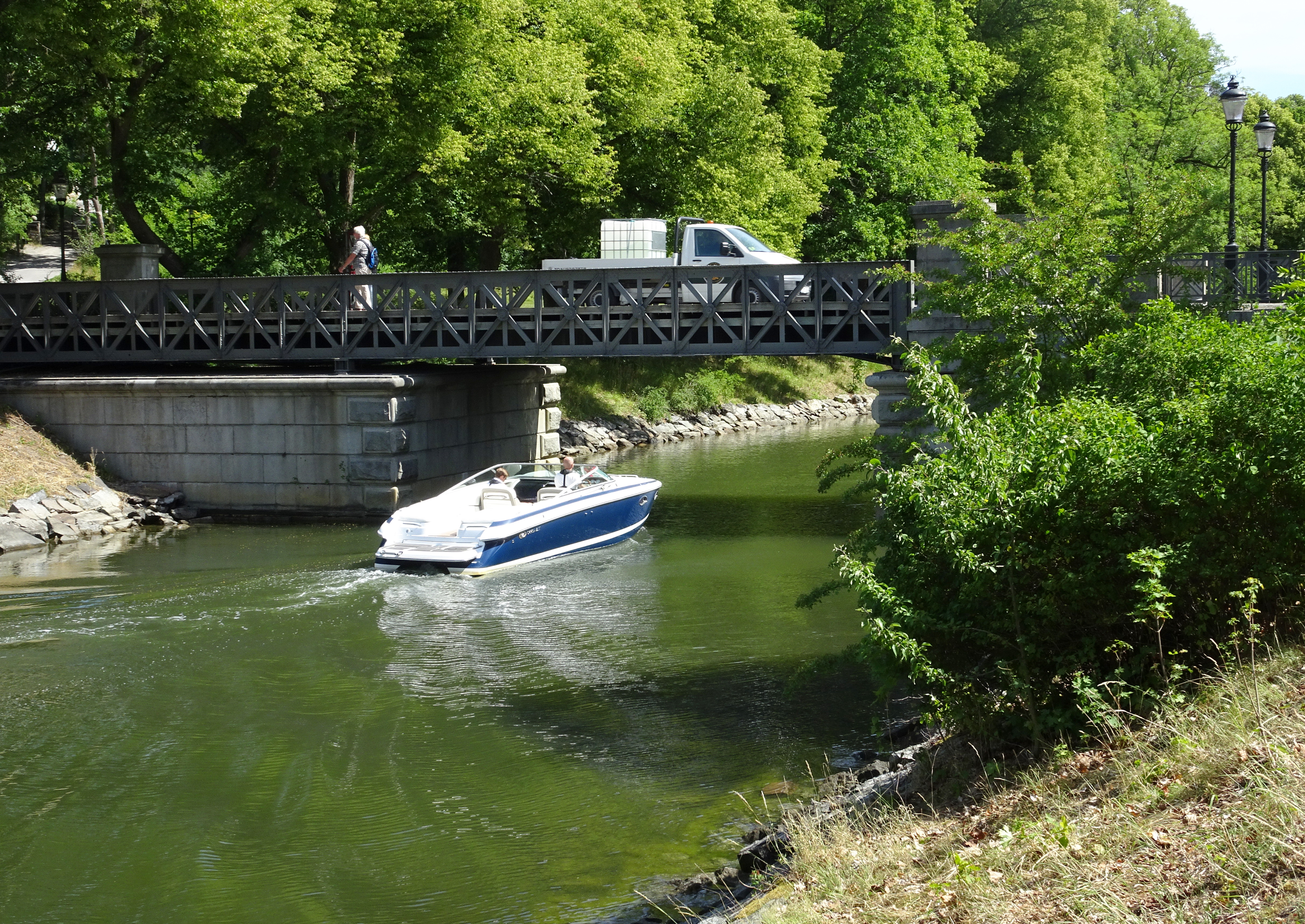
Le pont vu de l'ouest
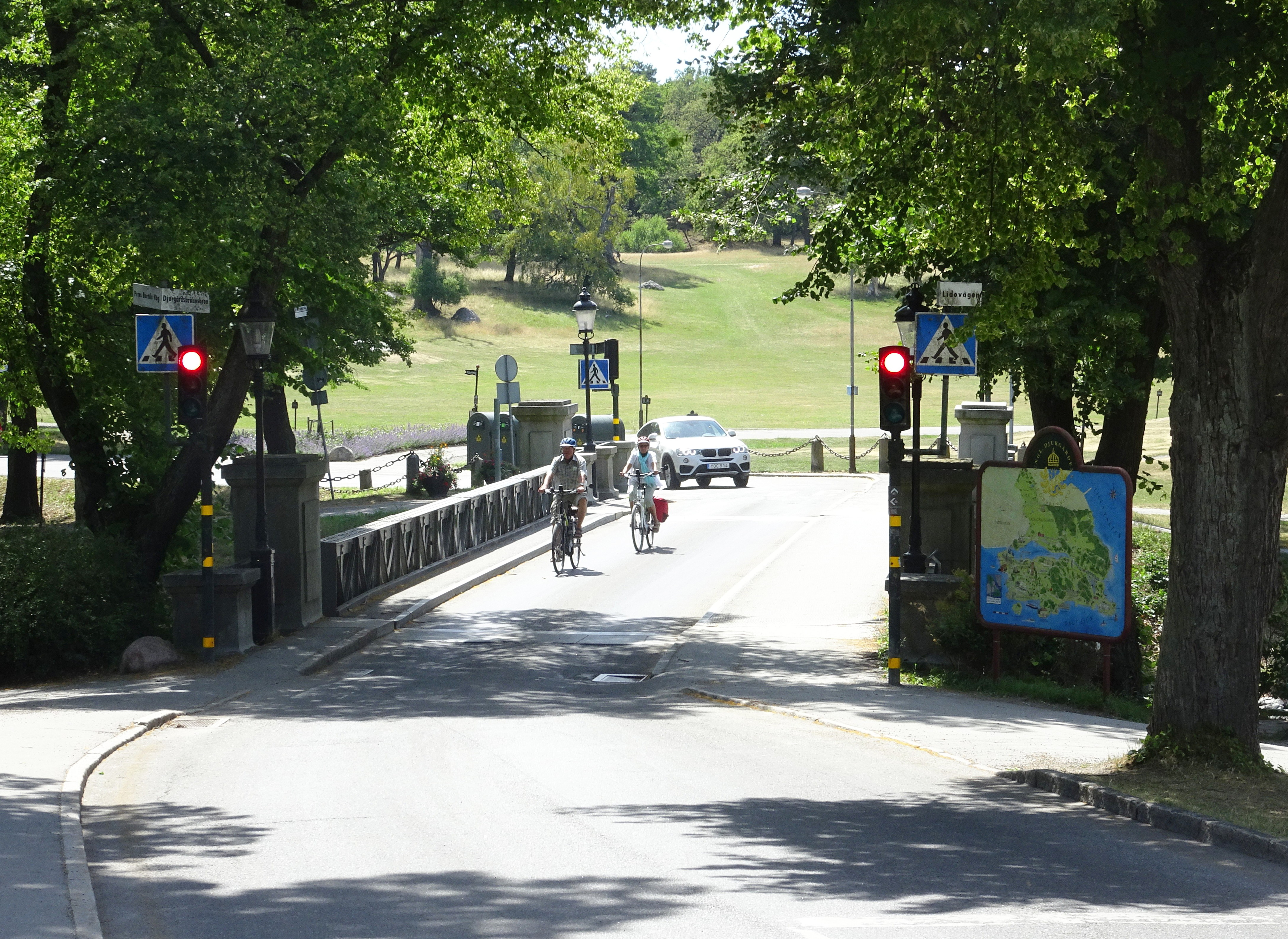
Le pont vu du nord
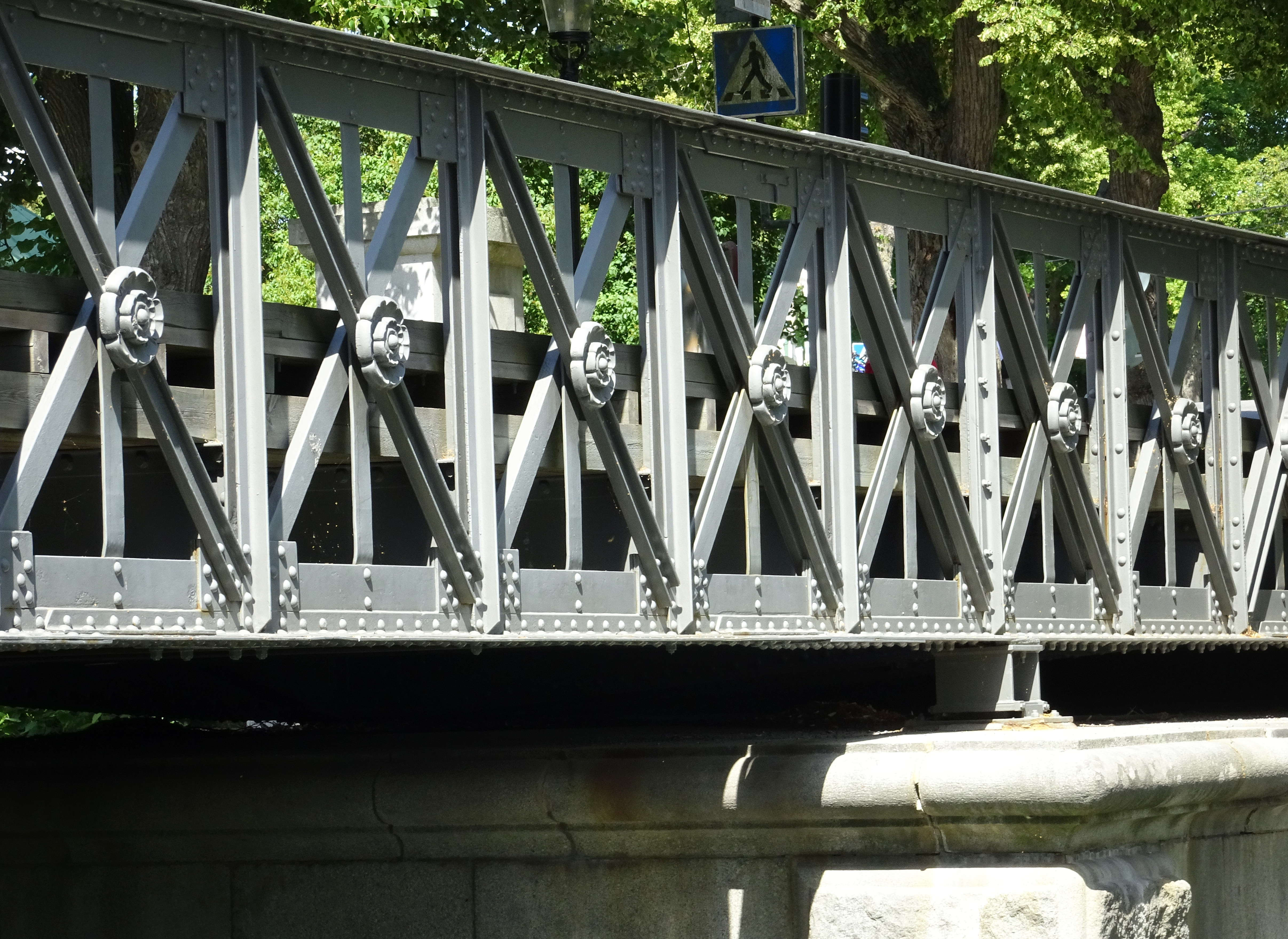
Garde-corps et poutre.
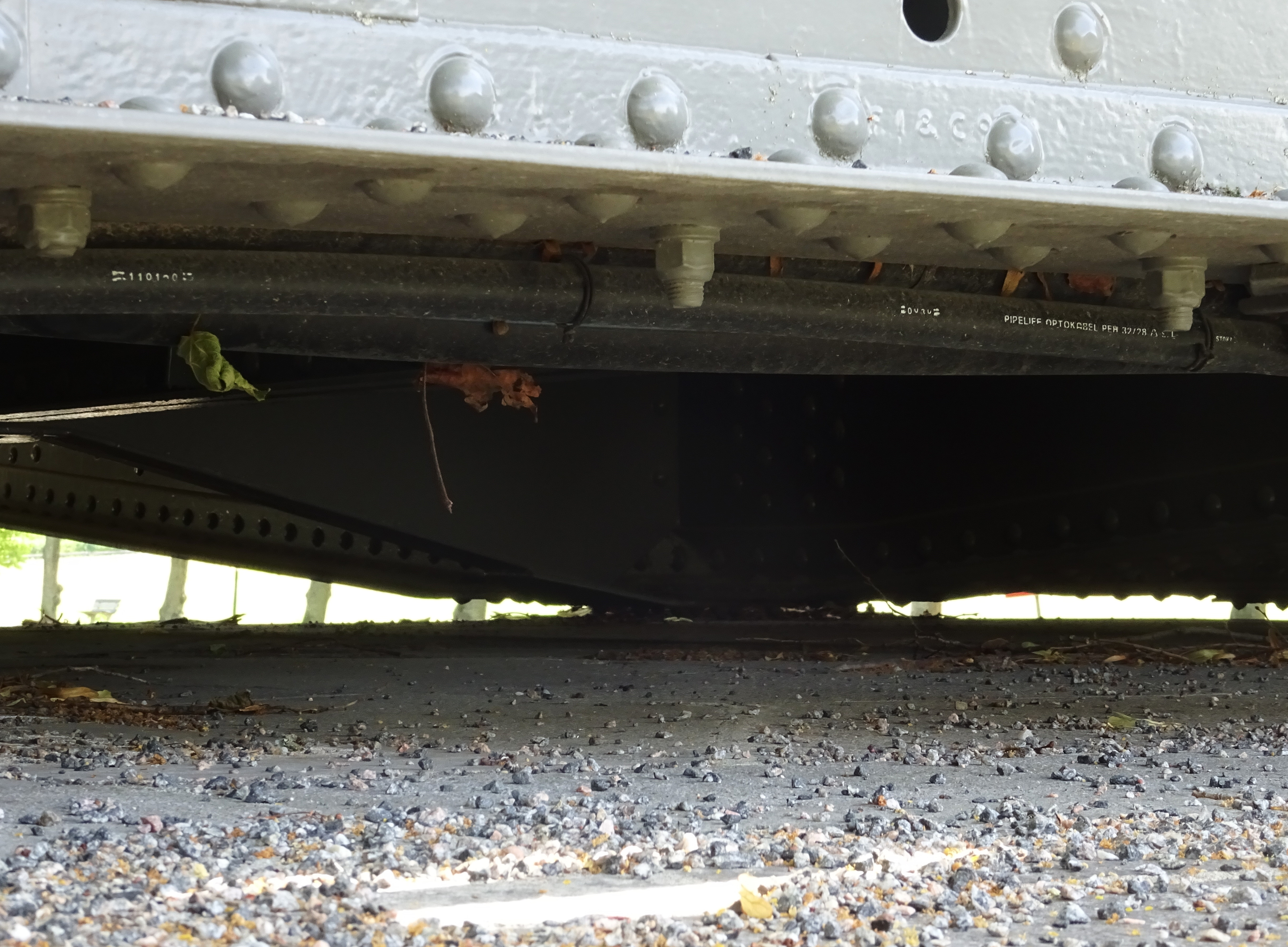
L'axe de pivotement sous la culée nord du pont
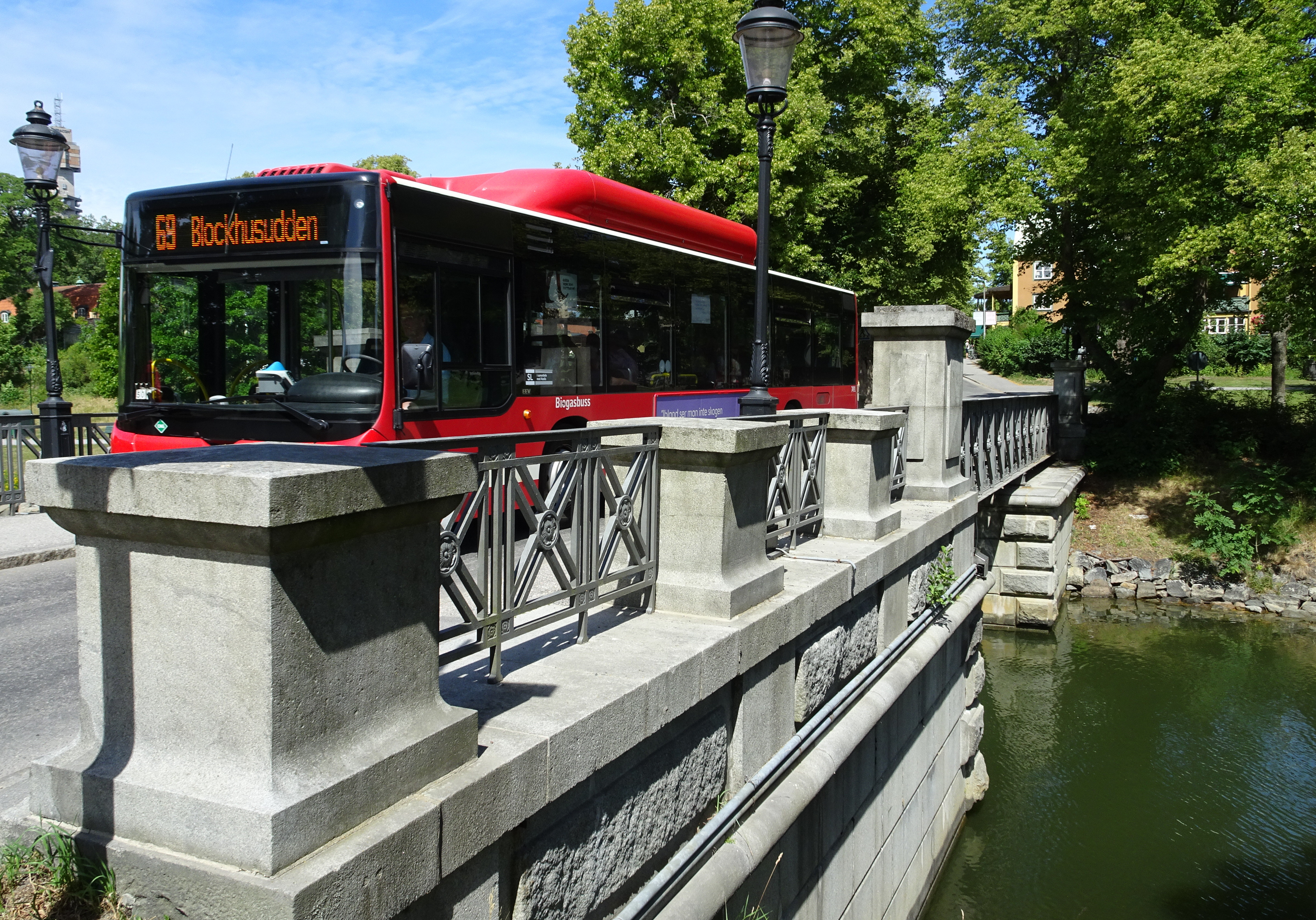
Bus 69 sur le pont